# Peasgood Nonsuch

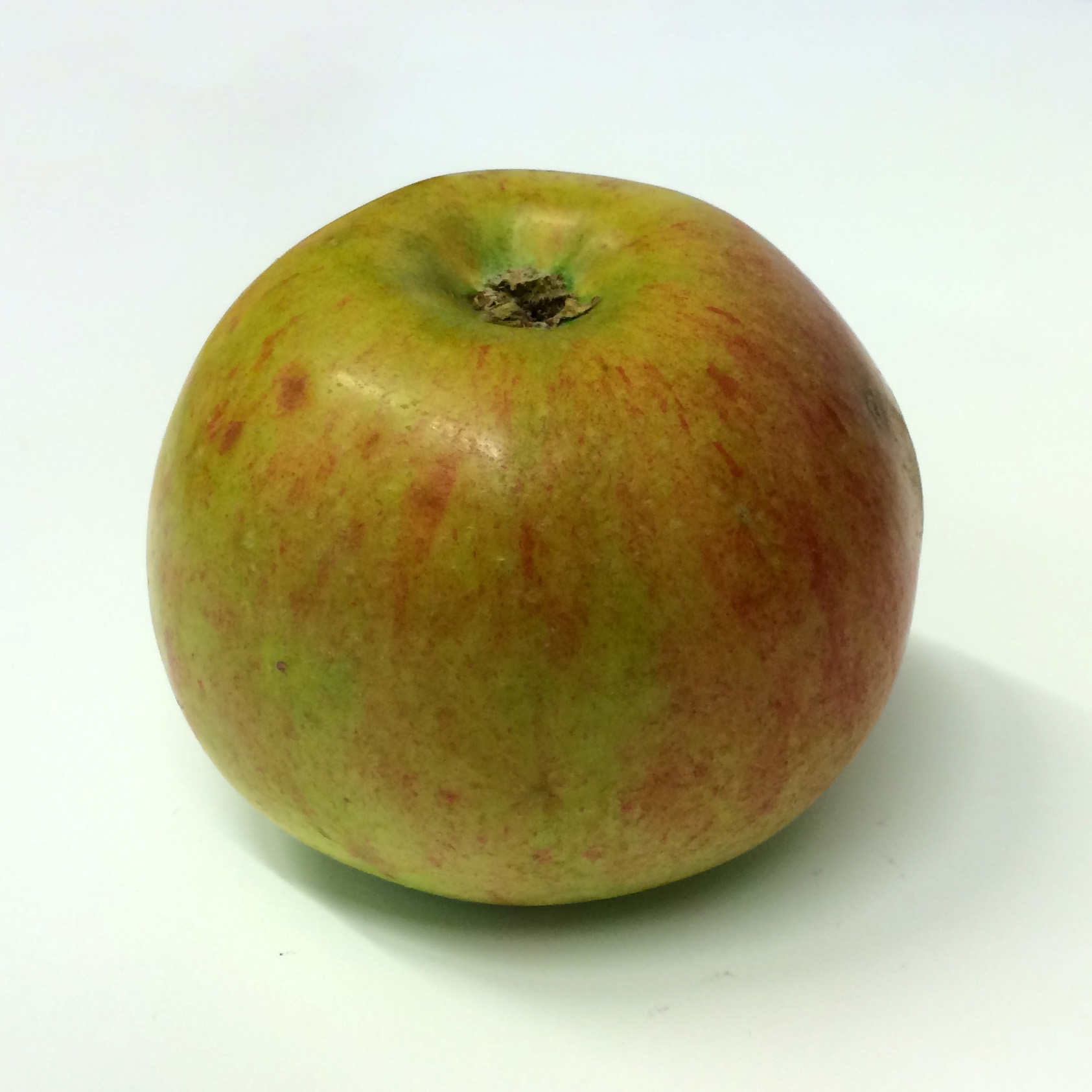
Ett äpple av sorten Peasgood Nonsuch, fotograferat i samband med Nordiska museets äppelfestival i september 2014.

Peasgood Nonsuch är en äppelsort som har sitt ursprung i England. Äpplet är namngett efter dess första odlare, Mrs. Peasgood, som odlade äpplet först på 1850-talet. Skalet på detta äpple är mestadels av en ljusröd färg, och köttet är gulvitt. Smaken är saftig, en aning söt, och vinsyrlig. Äpplet är noterbart stort. Peasgood Nonsuch passar både som köksäpple såsom ätäpple, en i synnerhet passande äppelsort för puré. Äpplet plockas i oktober. Blomningen på detta äpple är sen, och äpplet pollineras av bland andra Charles Ross, Filippa, James Grieve och Transparente de Croncels. I Sverige odlas detta äpple gynnsammast i zon I–III.
Sorten började säljas i Sverige år 1900 av Bissmark Plantskola i Halmstad. Äpplet har en tendens att blåsa ner.

### Fotnoter
1. 1 2 3  English Apples - Leicestershire - Diversity Website Arkiverad 9 juli 2008 hämtat från the Wayback Machine., Under rubriken Peasgood Nonsuch. Läst 3 november 2010.
2. ↑  ”Peasgood Nonsuch”. Äppelappen. Nordiska museet. Arkiverad från originalet den 3 juni 2015. https://web.archive.org/web/20150603170819/http://appelappen.nordiskamuseet.se/start/#/tab/apple/74. Läst 14 oktober 2014.
3. ↑  Plantskolekataloger
4. ↑  C.G. Dahl, pomologi. 1943